# 核爆雷

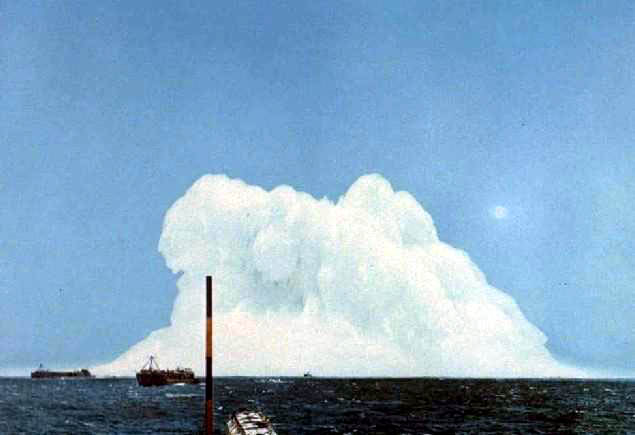
1955年に行われたMk90核爆雷の試験・ウィグワム作戦

核爆雷（かくばくらい, 英: Nuclear depth charge）とは、核兵器を使用した爆雷の一種。対潜兵器として潜航中の潜水艦攻撃に用いる。通常爆薬を使用した爆雷よりもはるかに威力が大きく、至近距離の炸裂でなくとも潜水艦にダメージを与えることができる。詳細な敵潜水艦位置の測定や精密な誘導を必要としないという特徴を持つ。
核爆弾の実用化とともに核爆雷も実用化の研究が進められ、1950年代には実用化が行われた。核出力は可変であり、炸裂深度も目的・目標に応じ変更させることができた。核爆雷の運搬手段としては、対潜哨戒機からの投下のほか、対潜ミサイルの弾頭部として用いられた。爆発威力が大きすぎるために、巻き添え防止のため、艦船から直下への投下は行われない。また、初弾で敵艦を撃破できなかった場合、爆発による海水擾乱が大きすぎ、再探知が非常に困難という短所を有している。
アメリカ・イギリス・ソ連で核爆雷の配備が行われたが、誘導魚雷の発達や核兵器の使用可能性の問題により、退役した。

## 主要な核爆雷
アメリカ合衆国
- Mk17: W44核弾頭搭載。核出力10kt。
- アスロック: 対潜ミサイル。W44核弾頭を搭載し、弾頭部を核爆雷として使用。
- B57: B57核爆弾は信管部の交換により、核爆雷としても使用できた。
- Mark 90（ベティ）: W7核弾頭搭載。
- Mark 101（ルル）: W34核弾頭搭載。
- サブロック: 対潜ミサイル。W55核弾頭を搭載し、弾頭部を核爆雷として使用。